# Опсада Козељска
Опсада Козељска у пролеће 1238. била је једна од најтежих битака монголског освајања Русије.

## Увод
Након пада Владимира и победе на реци Сити, Монголи су са мало напора заузели и опљачкали Ростов, Суздаљ, Твер и још 14 градова Владимир-Суздаљске кнежевине. Након муњевитих победа током читаве зиме, када су за 3 месеца освојени сви градови Рјазањске и Владимир-Суздаљске кнежевине, са доласком пролећа и почетком руске распутице, снага Монголске војске као да се смањила: новгородска погранична тврђава Торжок пала је 5. марта 1238, након две недеље опсаде, док су раније већи градови, Рјазањ и Владимир, издржали само 6 дана.

## Опсада
Монголска војска је застала пред малом тврђавом Козељск читава два месеца. Грађани су ноћу правили испаде из града, наносећи татарима тешке губитке. Тек је појачање које су довели Бату-канови рођаци Кадан и Бури успело да савлада браниоце након три дана јуриша, изгубивши скоро 4.000 људи.

## Последице
Иако победници, Монголи су изгубили 2 месеца и 4.000 људи, најтежи губитак од почетка похода. Монголска војска је продужила на север, према Новгороду, али је на 100 km од циља ("код Игњатијевог крста"), усред пролећне распутице застала и окренула натраг, у "Дивље поље". Тако је у мају 1238. завршен први поход Монгола на Русију.